# Eugenio Fernández Granell
Eugenio Fernández Granell (1912-2001) va ser un pintor, escriptor i poeta surrealista gallec.

## Biografia
Eugenio Granell nasqué a La Corunya l'any 1912. La major part de la seva infantesa la passà a Santiago de Compostela.
El 1928 es traslladà a Madrid per assistir a cursos de violí a l'Escola Superior de Música. Allà coneix al compositor i director Enrique Casal Chapí. El seu cercle d'amistats incloïa a Benjamin Péret o Wilfredo Lam que l'acostaren al Partit Obrer d'Unificació Marxista (POUM), on va començar a militar l'any 1935.
Durant la Guerra civil espanyola s'uní a les milícies de l'exèrcit republicà per a la defensa de Madrid i dirigeix el periòdic del POUM, El combatiente rojo. Després de la guerra va resultar perseguit pels dos bàndols en el cas dels comunistes de Stalin, el POUM i la seva militància trostkysta es consideraven enemics del comunisme.
L'any 1939, es va exiliar a França i allà passà per diversos camps de concentració però aconseguí escapar-se'n i arribà a París on es trobà amb Péret i Lam i marxà a Amèrica del Sud, abans conegué a la valenciana també exiliada Empar Segarra que va esdevenir la seva companya. Junts anaren a la República Dominicana. A Ciudad Trujillo va formar part de la seva orquestra simfònica com a primer violí. L'any 1941 conegué i es feu amic d'André Breton. L'any 1944 publicà el llibre de relats El hombre verde
El 1946, davant la dictadura de Trujillo, marxen a Guatemala on ingressa com a professor de l'Escola d'Arts Plàstiques.
A l'inici de la revolució de Guatemala, el 1950, davant la possibilitat de la persecució estalinista marxen a Puerto Rico, on ocupa la càtedra d'Història de l'Art en la Facultat. En aquests anys publicà l'obra surrealista Isla Cofre Mítico participa en diverses exposicions a més de fer-se amic de Juan Ramón Jiménez
El 1958 coneix Marcel Duchamp i el mateix any es trasllada a Nova York on ocupa la càtedra de Literatura Espanyola al Brooklyn College. La seva tesi doctoral es titulà Sociological Perspectives of Guernica. També publicà Federica no era tonta y otros cuentos i La leyenda de Lorca y otros escritos.
Tornà a Espanya definitivament l'any 1985. Va rebre, entre altres premis, la Medalla d'Or de les Belles Arts, atorgada pel Consell de Ministres.
El seu fons personal es troba dipositat al Fundación Eugenio Granell.
Va donar materials al CRAI Biblioteca del Pavelló de la República de la Universitat de Barcelona, entre els quals, retalls de premsa sobre la Guerra Civil Espanyola, Exili, Franquisme, POUM i activitats culturals.

## Fundació Eugenio Granell
La Fundació Eugenio Granell es va establir l'any 1995 a Santiago de Compostela, la sevaseu és al Pazo de Bendaña.

## Obra pictòrica

### Santo Domingo 1940-1947
-	El hilo del azar (s/f)
-	Descanso en las nubes (1942)
-	Figuras jugando (1945)
-	Armida (1943)
-	Amistad (1946)
Les obres d'aquesta primera etapa van rebre la influència de pintors com Picasso, Wilfredo Lam o Miró.

### Guatemala 1947-1950
-	Cabeza de indio (1945)
-	Curandero indio (1946)
-	Los blasones mágicos del vuelo tropical (1947)
La influència de Picasso hi torna a estar molt present amb un estil cubista i d'avantguardes històriques europees.

### Puerto Rico 1950-1956
-	Noche de paz noche de amor (1956)
-	Génesis probable del blasón (1956)
-	La vitrina del entomólogo (1952-1954)
Es tracta d'una etapa de maduresa.

### Estats Units 1956-1985
-	Figuras llamando a una puerta incendiada (1976)
-	El volcán de agua (1954)
-	La estrella de Perseo (1957)
-	El palacio flotante en algas y corales (1963)
-	La dama del aire (1976)
És una etapa on domina l'abstracció. Més tard tornà al figurativisme i l'art pop.

### Espanya 1985-2001
-	Escaramuza tribal en el centro mismo de Madrid (1993)
-	El pajarero busca a su ruiseñor (1993)
-	El artista escultor atempera con flores la rebelión de sus monumentos (1989)
-	El príncipe constante (1990)
En aquesta etapa potencia la manca de perspectiva, el barroquisme i el naturalisme.